# Ralph Ferron
Ralph Ferron (13 mei 1972) is een voormalig voetballer uit Luxemburg. Hij speelde als verdediger gedurende zijn carrière. Ferron beëindigde zijn loopbaan in 2008 bij Etzella Ettelbruck.

## Interlandcarrière
Ferron kwam in totaal 26 keer (nul doelpunten) uit voor de nationale ploeg van Luxemburg in de periode 1993-2002. Onder leiding van bondscoach Paul Philipp maakte hij zijn debuut op 20 mei 1993 in de WK-kwalificatiewedstrijd tegen IJsland (1-1), net als middenvelder Manuel Cardoni (Jeunesse d’Esch). Zijn 26ste en laatste interland speelde Ferron op 16 oktober 2002 in Luxemburg tegen Roemenië (0-7).

## Erelijst
Avenir Beggen
- Landskampioen

1993, 1994
- Beker van Luxemburg

1992, 1993, 1994
 Etzella Ettelbruck
- Beker van Luxemburg

2001
- Winnaar Tweede Divisie

2000, 2003